# Quinto Poppedio Silone
Quinto Poppedio Silone (in latino Quintus Poppaedius Silo, a volte trascritto come Pompaedius, in greco antico Κόϊντος Πομπαίδιος Σίλλων; Milonia, ... – Teanum Apulum, 88 a.C.) è stato uno dei due comandanti (insieme a Gaio Papio Mutilo) in capo degli Italici ribelli nella Guerra sociale contro Roma.
Strenuo fautore dei diritti delle popolazioni italiche, fu amico del tribuno della plebe Marco Livio Druso, prima di assumere un ruolo decisivo, militare e politico, nella ribellione italica.
Valente condottiero, Poppedio Silone si batté tenacemente contro Roma alla guida degli alleati italici fino alla fine, ottenendo numerosi successi; cadde sul campo di battaglia.

## Biografia

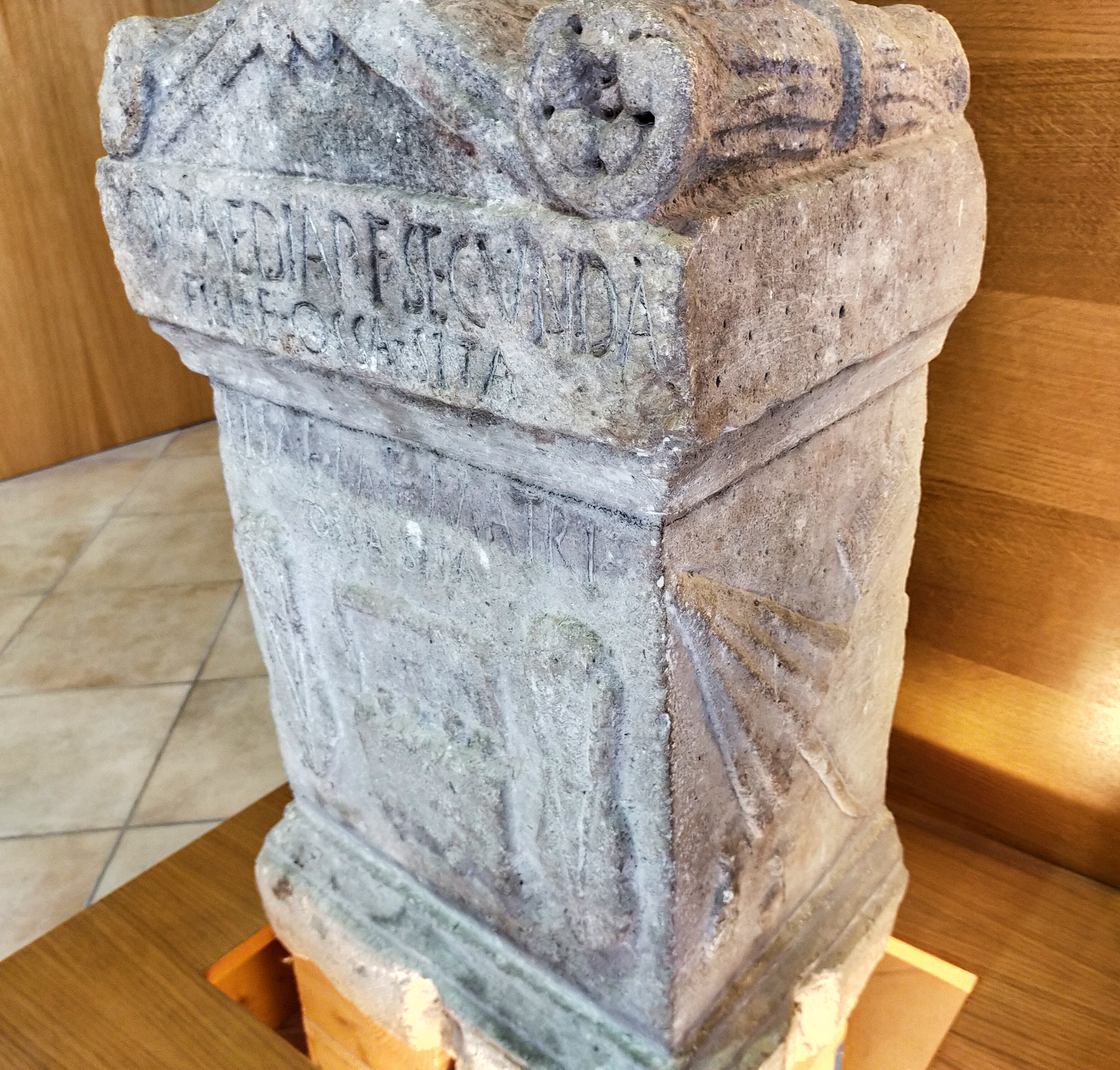
Ara funeraria di Poppedia Secunda, legata con ogni probabilità alla famiglia del condottiero (esposta all'Aia dei Musei di Avezzano).

Nei pressi di Milonia, città antica della valle del Giovenco (Marsica), ebbe origine la gens Poppedia, famiglia marsa il cui esponente più importante fu proprio Quinto Poppedio Silone, comandante degli Italici nella Guerra sociale combattuta tra il 91 e l'88 a.C.
Plutarco nella sua Vita di Catone il giovane narra un aneddoto in cui compare Poppedio Silone; egli, avendo fatto una visita a casa dell'amico Marco Livio Druso, il famoso tribuno fautore dell'estensione della cittadinanza romana a tutti i popoli italici, chiese ai due bambini, Quinto Servilio Cepione e Marco Porcio Catone, presenti in casa: 
"Orsù, fate in modo che in favore nostro preghiate lo zio ad adoperarsi per i nostri diritti."
Servilio Cepione, annuiva, ma il fratellastro Marco Catone Uticense non rispondeva; Poppedio Silone soggiunse: 
"Non sei capace di aiutare gli ospiti presso lo zio, come tuo fratello?".
Allora per farlo parlare Poppedio Silone sollevò a testa in giù il piccolo Catone, tenendolo per i piedi, ma nonostante ciò il bambino continuò stoicamente a non rispondere, vista tale ostinazione Silone disse: 
"Quale fortuna per l'Italia che questi è un fanciullo; poiché se fosse stato adulto credo che neppure un voto ci sarebbe stato per noi nell'assemblea popolare".
Livio Druso venne assassinato per aver perorato la causa degli Italici al Senato romano; questo evento favorì l'inizio della Guerra sociale.
Al comando di Quinto Poppedio Silone militavano le forze dei Marsi, dei Peligni, dei Vestini, dei Marrucini e dei Frentani. Nel 90 a.C. batté i Romani guidati da Quinto Cepione e, in ricordo di questa vittoria, gli Italici coniarono monete incise con un'icona del proprio giuramento e la scritta Q. SILO (Quintus Silo = Quinto Poppedio Silone).
Nell'89 a.C. perse contro i Romani guidati da Gaio Mario in due battaglie, ad Alba Fucens e in Val Comino. Successivamente sconfisse e uccise il comandante romano Lucio Porcio Catone, ma non riuscì a difendere la capitale della lega italica, Corfinium, che fu occupata dalle forze romane. Nello scontro finale contro il generale romano Mamerco Emilio il condottiero marso fu sconfitto e cadde in battaglia nell'88 a.C., forse per mano dello stesso generale, fratello dell'amico Livio Druso, nei pressi di Teanum Apulum.